# Алексино (деревня, Петушинский район)
Алексино — деревня в Петушинском районе Владимирской области России, входит в состав Пекшинского сельского поселения.

## География
Деревня расположена в 24 км на север от центра поселения деревни Пекша и в 31 км на северо-восток от райцентра города Петушки.

## История
В конце XIX — начале XX века деревня входила в состав Короваевской волости Покровского уезда. В 1859 году деревня числилась в составе села Алексино, в 1905 году в деревне было 35 дворов.
С 1929 года деревня входила в состав Васильковского сельсовета Петушинского района, с 1968 года — в составе Анкудиновского сельсовета, 2005 года — в составе Пекшинского сельского поселения.

## Население
| 1905 |
| ---- |
| 186  |

| 1905 | 1926 | 2002 | 2010 | 2021 |
| ---- | ---- | ---- | ---- | ---- |
| 186  | ↘139 | ↘3   | ↘1   | →1   |